# Сан-Марчеллино
Сан-Марчеллино (итал. San Marcellino) — город в Италии, располагается в регионе Кампания, в провинции Казерта.
Население составляет 12 419 человек (на 2005 г.), плотность населения составляет 2927 чел./км². Занимает площадь 4 км². Почтовый индекс — 81030. Телефонный код — 081.
Покровителем коммуны почитается святой мученик Маркеллин, празднование 2 июня.